# Nettuno 4100

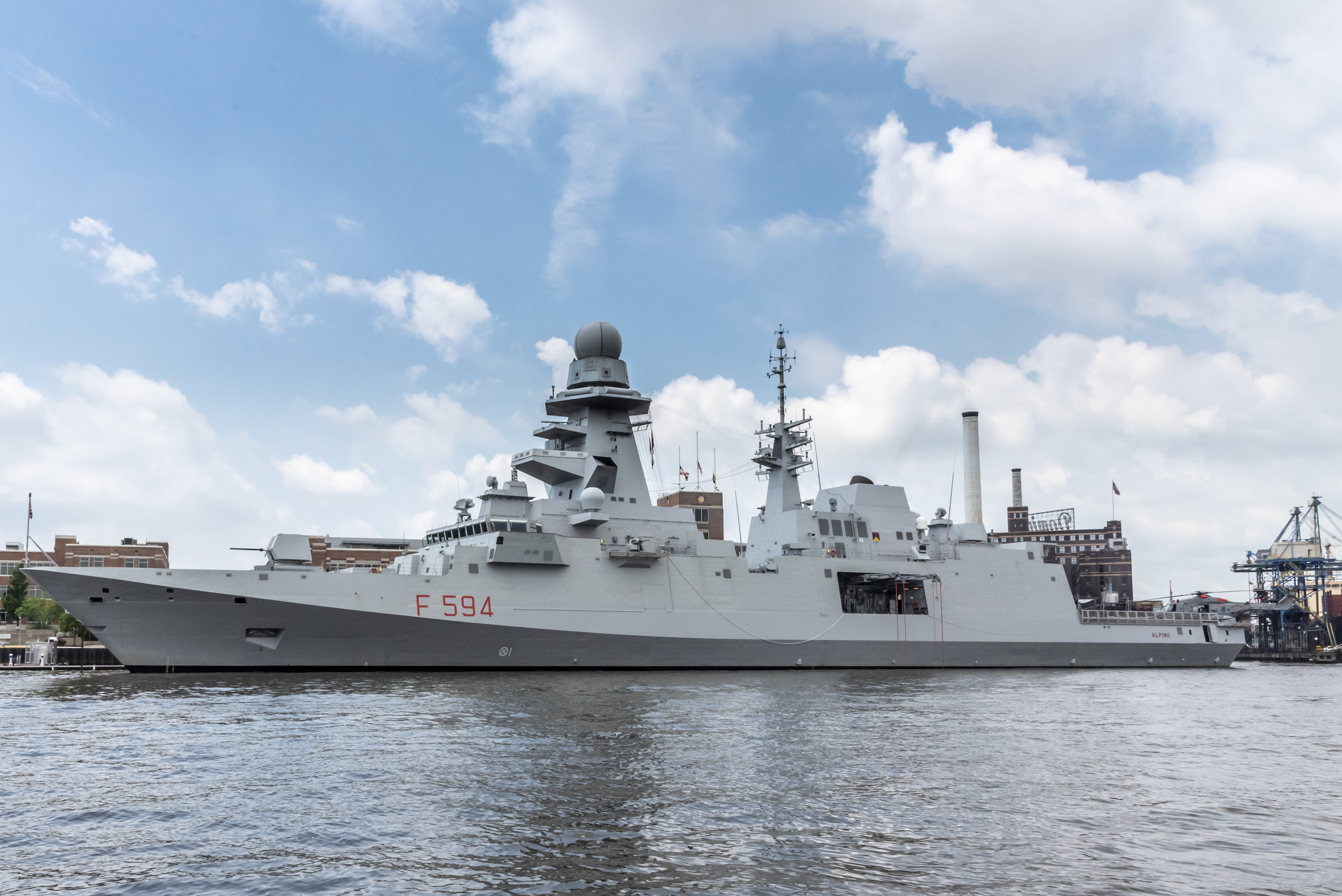
La fregata multiruolo Alpino è una delle unità equipaggiate con il sistema Nettuno

Il sistema NETTUNO-4100 ECM (contromisure elettroniche) è un sistema jammer, prodotto da Elettronica S.p.A., che fornisce alle piattaforme navali un'efficace difesa elettronica utilizzando un trasmettitore collegato ad un'antenna di tipo array  fasico attivo, inoltre il sistema è dotato di tecniche e programmi ECM dedicati. 
Le tecniche di contromisura vengono selezionate automaticamente e in modo adattativo, ciò allo scopo di consentire la migliore efficacia del sistema rispetto agli attacchi effettuati da missili dotati di sistemi di guida terminale, come anche ai sistemi radar di designazione a lungo raggio.
La progettazione modulare consente l'adattamento della configurazione alle singole classi navali. I sistemi Nettuno 4100 possono essere composti da uno o due JASS (Jamming Antenna Sub System) in base anche ai requisiti operativi e sono in grado di cooperare con altri sensori EW integrati.
Il sistema opera in una gamma di frequenze da H a J con una copertura di 360° e 50° di elevazione. Il sistema è stabilizzato elettronicamente contro i movimenti della nave.
Il sistema fa parte dell'equipaggiamento della portaerei Cavour, delle unità della classe Orizzonte e delle fregate multiruolo FREMM della Marina Militare Italiana e delle fregate Horizon della Marine nationale francese.